# Middelnederlands lectionarium
Middelnederlands lectionarium met commentaar, is de volledige titel van het handschrift 1267 dat bewaard wordt in de Universiteitsbibliotheek Gent. Lectionarium werden aanvankelijk in het Latijn geschreven, maar later werden ze vertaald in de volkstaal, het Middelnederlands. Ondanks dat er weinig zicht is op de ontwikkeling van de Middelnederlandse vertaling van lectionaria, vormen ze een belangrijk onderdeel in het historisch onderzoek naar religieuze teksten. 

## Het handschrift

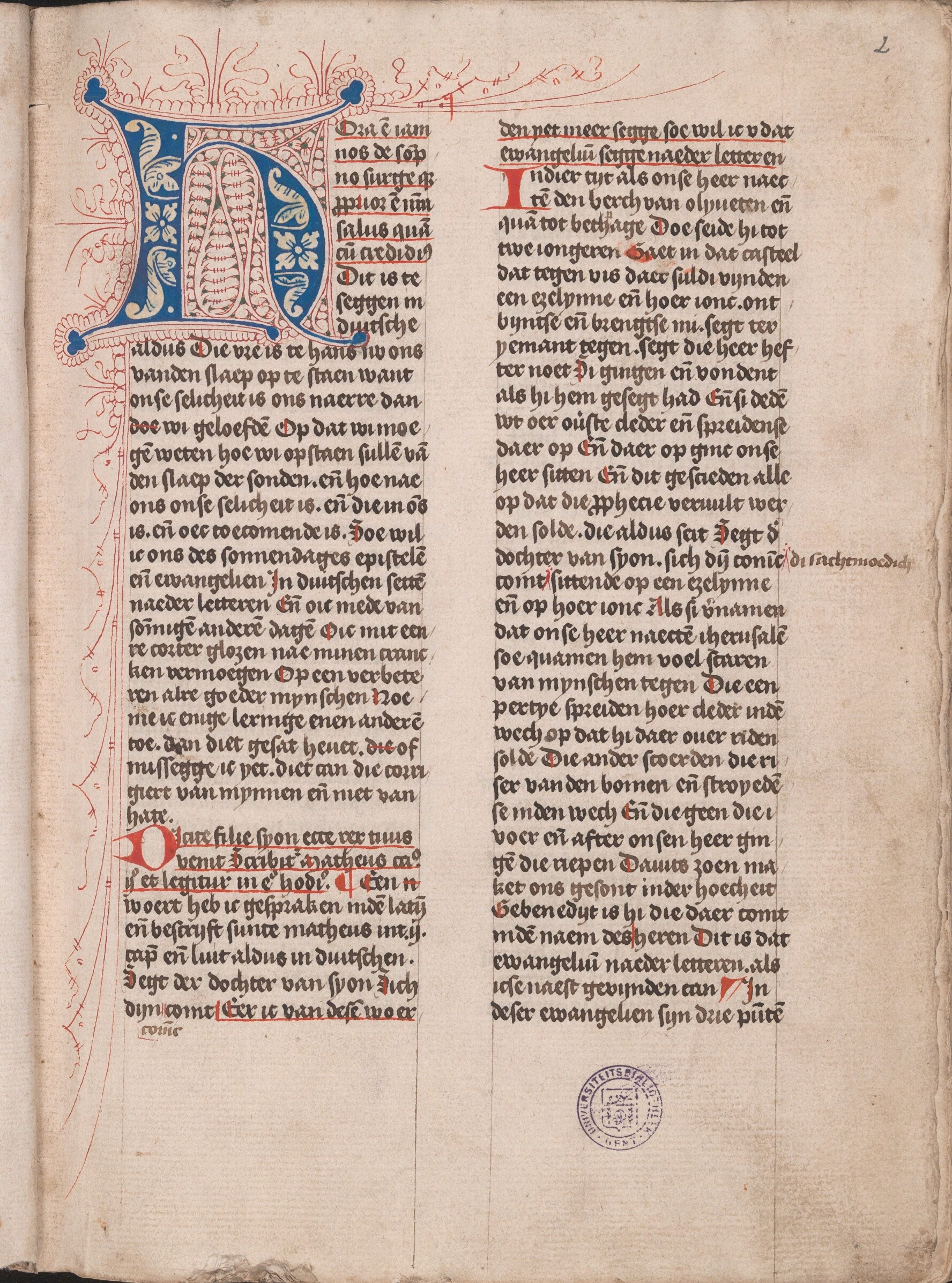
Fragment uit handschrift 1267 dat vervaardigd werd tussen 1450 en 1475. Toont de versierde initiaal aan het begin van de tekst.

Handschrift 1267, beter bekend als het Middelnederlands lectionarium met commentaar, werd vervaardigd in de Nederlanden. Dit gebeurde in het derde kwart van de vijftiende eeuw. Het handschrift is sober in tegenstelling tot sommige Latijnse tegenhangers, maar geniet toch van enkele versierde initialen en rode rubricatie. Het handschrift bestaat uit 185 folio's en is concreet in te delen in drie stukken; de inhoudstafel,  epistelen en evangeliën voor de zondagen, en de colofon. Wie het handschrift vervaardigde is onbekend, alsook de auteurs van de originele teksten die gebruikt werden.
Het handschrift is een lectionarium, wat eigenlijk een codex met perikopen (lezingen of passages) uit de bijbel is, geordend volgens het kerkelijke jaar. Er zijn verschillende soorten lectionaria. Wanneer de perikopen zijn ontleend aan de evangeliën spreken we van een evangeliarium, wanneer ze zijn ontleend aan de epistelen hebben we het over een epistolarium en wanneer een codex lezingen uit zowel de evangeliën als de epistelen bevat, hebben we te maken met een plenarium. Handschrift 1267 is duidelijk een plenarium, aangezien het zowel epistelen als evangeliën bevat.

## Van Latijn naar het Middelnederlands
Op de ontwikkeling van de Middelnederlandse vertaling naar lectionaria is helaas weinig zicht in. Maar naar de manieren waarop het Middelnederlands in deze periode gebruikt is, werd het ongetwijfeld gebruikt om de toegang tot Latijnse teksten te vergemakkelijken. Iets uit het Latijn in het Middelnederlands omzetten, zorgde er namelijk voor dat de tekst voor een breder publiek toegankelijk werd. Twee factoren hielpen hierbij; de eerste is, dat de competentie om Latijn in de volkstaal om te zetten geleidelijk toeneemt; de tweede, dat men oorspronkelijk in verzen vertaalde, omdat dat aansloot bij de volkstalige traditie en pas later het proza ging gebruiken.
De conclusie verkondigt dat de competentie in het schrijven van Middelnederlands op basis van de Latijnse traditie niet lineair of chronologisch toeneemt, maar vanaf het begin hoog is of althans hoog kan zijn. Dat is ook niet merkwaardig. De mensen die een Middelnederlandse omzetting van een Latijnse tekst maken, zijn tweetalig en geschoold in Latijnse geletterdheid. Ze horen - zeker in het begin - tot de intellectuele elite. Daarbij moet de functionaliteit van de Middelnederlandse tekst verschillen van de functionaliteit van het Latijnse voorbeeld, anders was een vertaling niet nodig. Er kunnen verschillende motieven bestaan om een omzetting te maken en daarmee gaan verschillen in functionaliteit gepaard.
In de vijftiende eeuw neemt het gebruik van het geschreven Middelnederlands enorm toe, dat is op te merken aan de hogere aanwezigheid van Middelnederlandse lectionaria. Er zijn uit die eeuw veel meer handschriften overgebleven dan uit de voorafgaande eeuwen. In deze eeuw wordt er een stevig aantal religieuze literatuur vervaardigd. Men zou kunnen veronderstellen dat het gebruik van het Middelnederlands nu zo gewoon geworden is, dat de volkstaal het Latijn gaat aflossen bij het schrijven van lectionaria. Maar, nooit zijn er in de Nederlanden meer handschriften vervaardigd, dan in de tweede helft van de vijftiende eeuw en toch is het merendeel van die handschriften in het Latijn geschreven. Het lijkt daarom beter te zeggen, dat in deze periode het gebruik van het schrift enorm toeneemt en dat daarom zowel volkstalige als Latijnse documenten enorm in aantal toenemen. De kwantitatieve verhouding tussen beide groepen blijft echter ruwweg gelijk.